# سلیا مارینا
سلیا مارینا (به ایتالیایی: Sellia Marina) یک کومونه در ایتالیا است که در استان کاتانزارو واقع شده‌است. سلیا مارینا ۴۰٫۹ کیلومتر مربع مساحت و ۷٬۳۶۱ نفر جمعیت دارد و ۸۲ متر بالاتر از سطح دریا واقع شده‌است.